# Dora Boothby
Penelope Dora Harvey Boothby, coneguda com a Dora Boothby, (Finchley, Regne Unit de la Gran Bretanya i Irlanda, 2 d'agost de 1881 - Hammersmith, Regne Unit, 22 de febrer de 1970) fou una tennista anglesa, guanyadora en una ocasió del Torneig de Wimbledon i d'una medalla d'argent olímpica.

## Biografia
Va néixer a la població de Finchley, actualment situat al Gran Londres, i junt a la seva germana Gertrude van créixer amb els seus pare padrastres Harry i Gertrude Penn. El 1901 es van traslladar a South Norwood i Boothby va entrar al Beulah Hill Club, on començà a jugar a tennis i bàdminton.
L'any 1914 es casà amb Arthur C. Geen. Va morir el 1970 a la seva residència de Hammersmith, Gran Londres.

## Carrera esportiva
Va iniciar la seva carrera esportiva amb el bàdminton, passant posteriorment al tennis. En bàdminton destaca la seva victòria en dobles mixtos a l'All England Open Badminton Championships de l'any 1909 fent parella amb Albert Davis Prebble, amb qui ja havia estat finalista el 1907.
Va aconseguir la victòria al Torneig de Wimbledon l'any 1909 en la prova individual, i posteriorment fou finalista els dos següents anys. L'any 1911 fou la primera tennista que perdé la final individual del torneig londinenc per un doble 6-0 davant de Dorothea Douglass Lambert Chambers, un fet que no es repetí fins a l'any 1988 quan Steffi Graf guanyà la final del Torneig de Roland Garros contra Natalia Zvereva pel mateix resultat.
Va participar, als 26 anys, en els Jocs Olímpics d'Estiu de 1908 celebrats a Londres (Regne Unit), on va aconseguir guanyar la medalla de plata en perdre la final olímpica individual davant la britànica Dorothea Douglass Lambert Chambers. En aquests Jocs també participà en la prova individual interior, finalitzant en cinquena posició.

## Torneigs de Grand Slam

### Individual: 3 (1−2)
| Resultat  | Núm. | Any  | Torneig   | Oponent                    | Marcador      |
| --------- | ---- | ---- | --------- | -------------------------- | ------------- |
| Campiona  | 1.   | 1909 | Wimbledon | Agnes Morton               | 6−4, 4−6, 8−6 |
| Finalista | 1.   | 1910 | Wimbledon | Dorothea Douglass Chambers | 2−6, 2−6      |
| Finalista | 2.   | 1911 | Wimbledon | Dorothea Douglass Chambers | 0−6, 0−6      |

### Dobles femenins: 1 (1−0)
| Resultat | Núm. | Any  | Torneig   | Parella         | Oponents                                    | Marcador           |
| -------- | ---- | ---- | --------- | --------------- | ------------------------------------------- | ------------------ |
| Campiona | 1.   | 1913 | Wimbledon | Winifred McNair | Dorothea Douglass Chambers Charlotte Cooper | 4−6, 2−4, retirada |

## Jocs Olímpics

### Individual
| Any  | Campionat                          | Oponent           | Resultat |
| ---- | ---------------------------------- | ----------------- | -------- |
| 1908 | Jocs Olímpics, Londres, Regne Unit | Dorothea Chambers | 1−6, 5−7 |